# Tosca dei gatti
Tosca dei gatti è un romanzo della scrittrice italiana Gina Lagorio pubblicato da Garzanti e vincitore del Premio Viareggio 1984.
È stato tradotto in lingua inglese nel 2009.

## Trama
La milanese cinquantenne Tosca, pensionata e vedova, soffre d’asma e su consiglio dei medici si trasferisce in una località della costa ligure. Rimasta sola dopo la morte del marito Mario, trascorre le sue giornate - non prive del conforto di qualche bicchiere di vino - prendendosi cura di alcuni felini semi-randagi (la gatta Poppa e i piccoli Pussi, Bisi e Fifì), ovvero la “famiglia” del suo prediletto Miciamore, da poco scomparso.
Tosca fa la conoscenza di due villeggianti, il giornalista Gigi Moncalleri e la sua compagna Antonia detta Tonì, proprietaria della  gatta Paletta.
Da circa metà del libro in poi abbiamo due narrazioni distinte: da un lato procede la storia di Tosca, dall'altro quella di Gino alle prese con la stesura di un romanzo.